# КК Окапи Алстар
КК Окапи Алстар (хол. Okapi Aalstar) је белгијски кошаркашки клуб из Алста. У сезони 2014/15. такмичи се у Првој лиги Белгије и у Еврочеленџу.

## Историја
Клуб је основан 1949. године. Највећи успех у националном првенству била су финала која су досегнута у сезонама 2010/11. и 2013/14. Од домаћих трофеја освојио је један у купу (2012), као и два у суперкупу (2012. и 2013).
Клуб је чест учесник ФИБА Еврочеленџа, а највиши домет у том такмичењу био је пласман међу 16 најбољих остварен у сезонама 2011/12. и 2012/13.

## Успеси

### Национални
- Првенство Белгије:
  - Вицепрвак (1): 2014.
- Куп Белгије:
  - Победник (1): 2012.
  - Финалиста (3): 1964, 1998, 2013.
- Суперкуп Белгије:
  - Победник (2): 2012, 2013.